# Chiesa di Santa Maria Maggiore (Pianella)
La chiesa di Santa Maria Maggiore è un edificio religioso ubicato nel comune di Pianella, in provincia di Pescara. È conosciuta anche come chiesa di Sant'Angelo e rappresenta uno dei più caratteristici esempi di architettura abruzzese medievale in laterizio, nonché un emblematico esempio dell'architettura lombarda giunta in Abruzzo nel XII secolo. Nel 1902 è stata nominata monumento nazionale.

## Storia

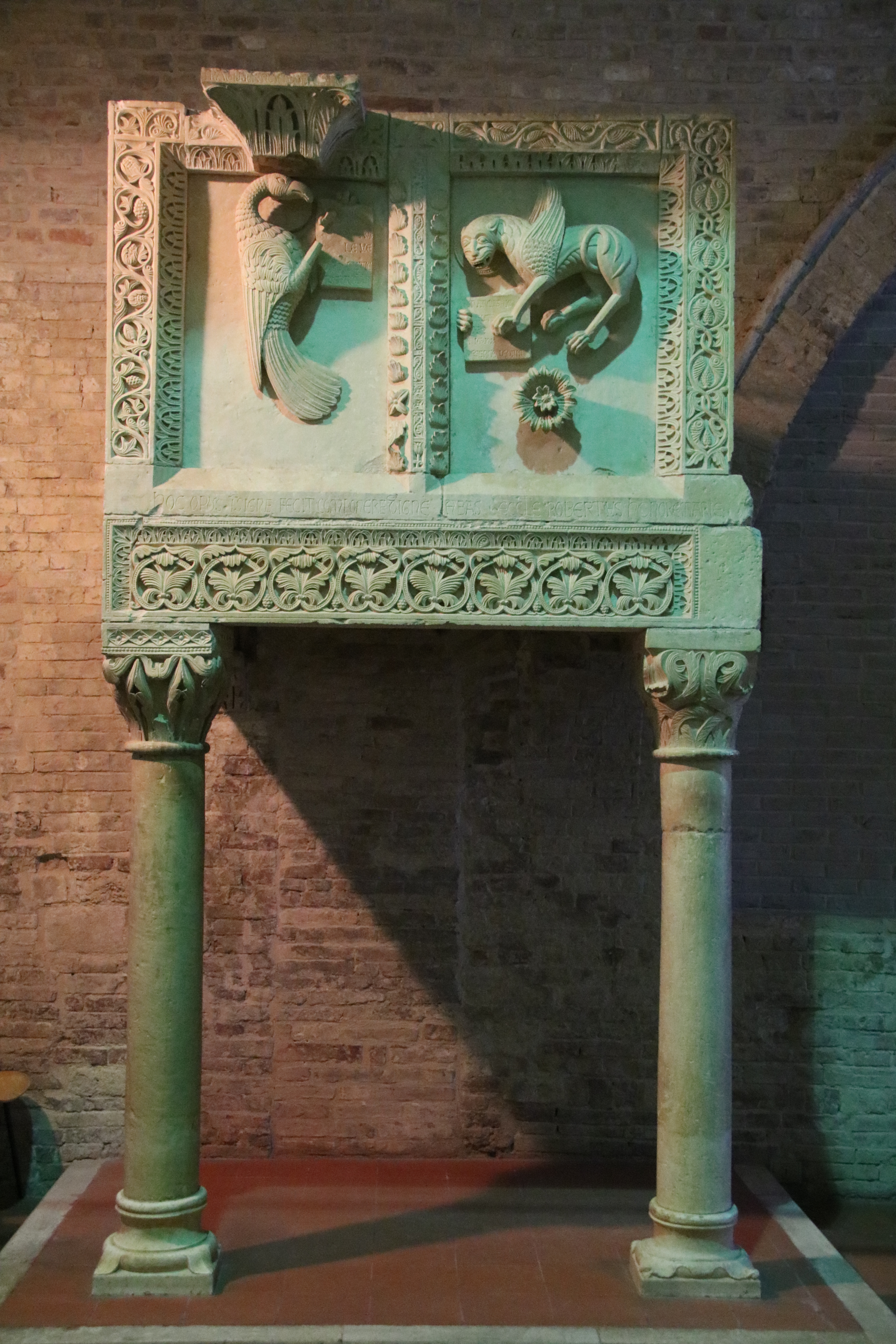
Ambone opera di Maestro Acuto (sec. XII)

L'edificio risale all'epoca dell'espansione monastica dei monaci Benedettini in Abruzzo nei primi secoli del II millennio, in cui venivano costruite o ristrutturate le grandi abbazie intorno ai centri abitati. Il suo aspetto attuale risale agli ultimi decenni del XII secolo, sebbene l'esistenza di una chiesa monastica più antica sia attestata dalle fonti. La scelta di collocarlo a nord-ovest del centro urbano di Pianella, su di una collina, rimanda all'analoga collocazione di altre strutture religiose coeve come la chiesa di Santa Maria del Lago a Moscufo e Santa Maria delle Grazie a Civitaquana. Grazie alle sue peculiarità di edificio medievale, la chiesa rappresenta uno dei maggiori esempi di architettura romanica nella regione. Ne sono testimonianza la compattezza e solidità della struttura, la piccola dimensione e lo scarso numero di finestre, il grande spessore dei muri, gli elementi decorativi.
L'odierna struttura è il risultato di numerose modifiche susseguitesi nel tempo. L'originario impianto basilicale a tre navate è stato infatti ampliato con l'aggiunta di corpi laterali e la sopraelevazione delle navate minori, ed arricchito con l'aggiunta del campanile nella parte destra della facciata. Proprio quest'ultima è la manifestazione più evidente dei cambiamenti che la chiesa ha subito. Si vedano infatti gli archetti pensili che, posti in una posizione ribassata rispetto al limite della superficie, indicano l'iniziale altezza delle parti laterali del prospetto. Anche la torre campanaria è frutto di numerosi rimaneggiamenti: dall'iniziale struttura della fine del XII secolo, sorta inglobando la navatella destra, venne completata solo fra il XV e il XVIII secolo.

## Descrizione

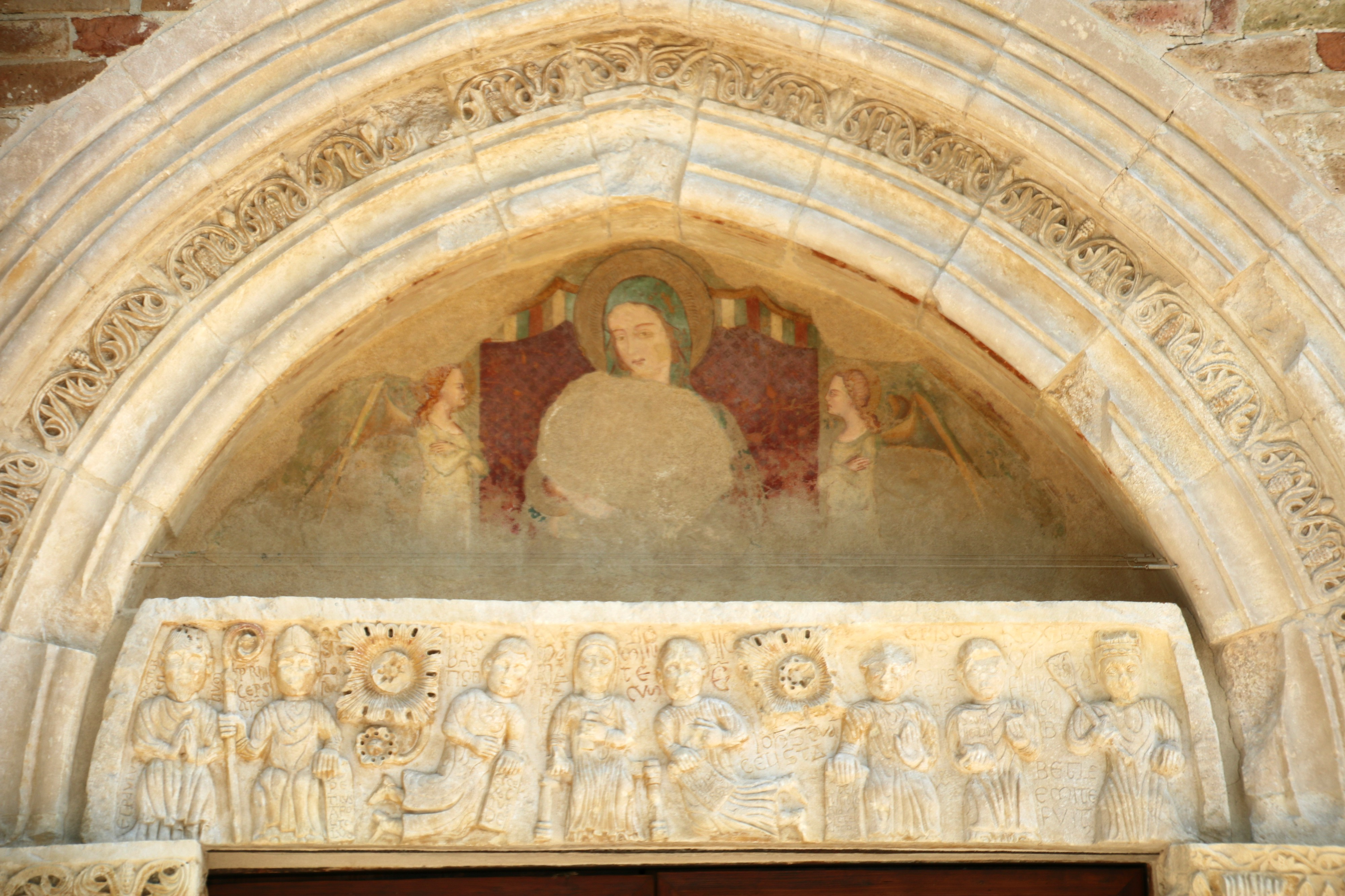
Il portale

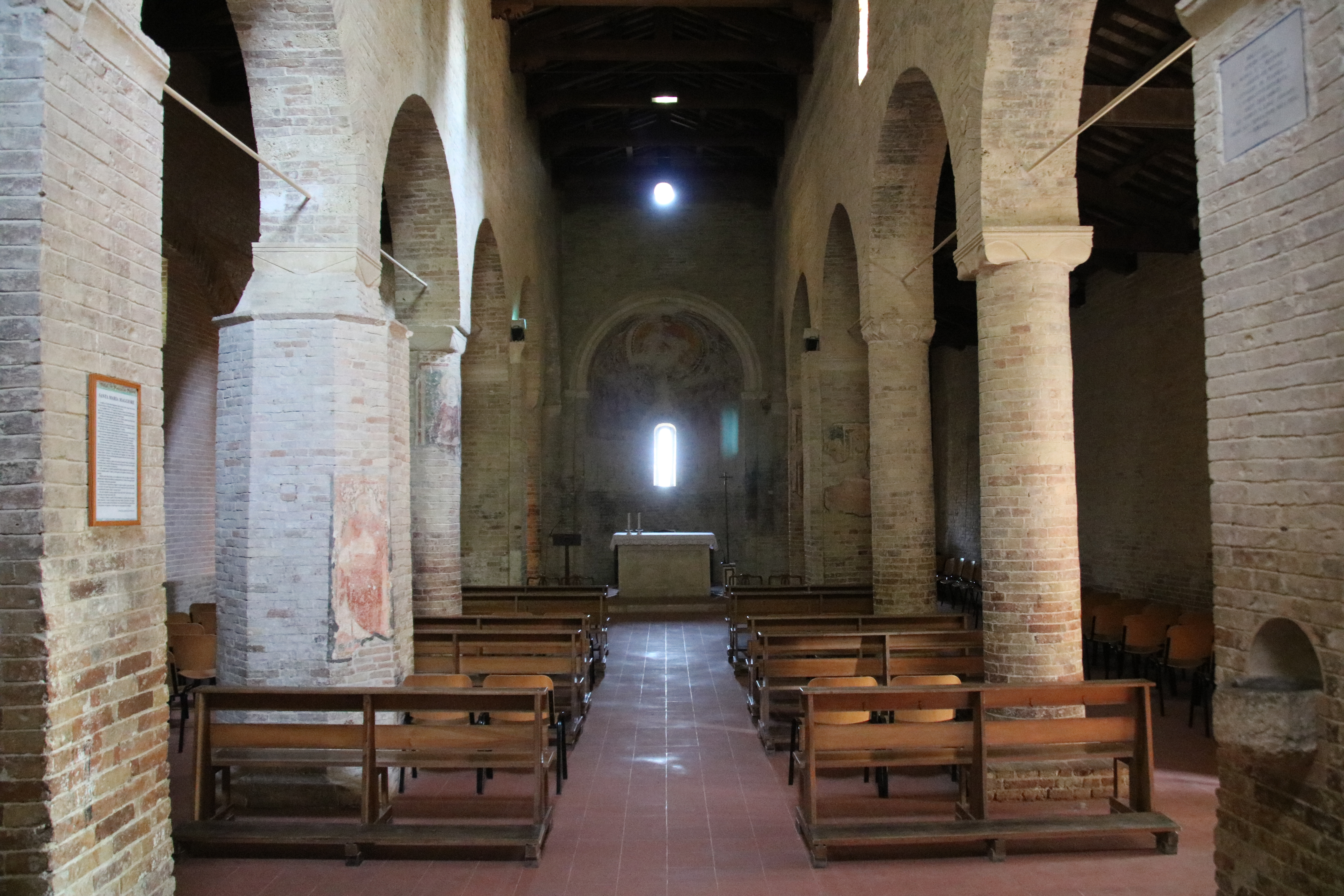
Interno

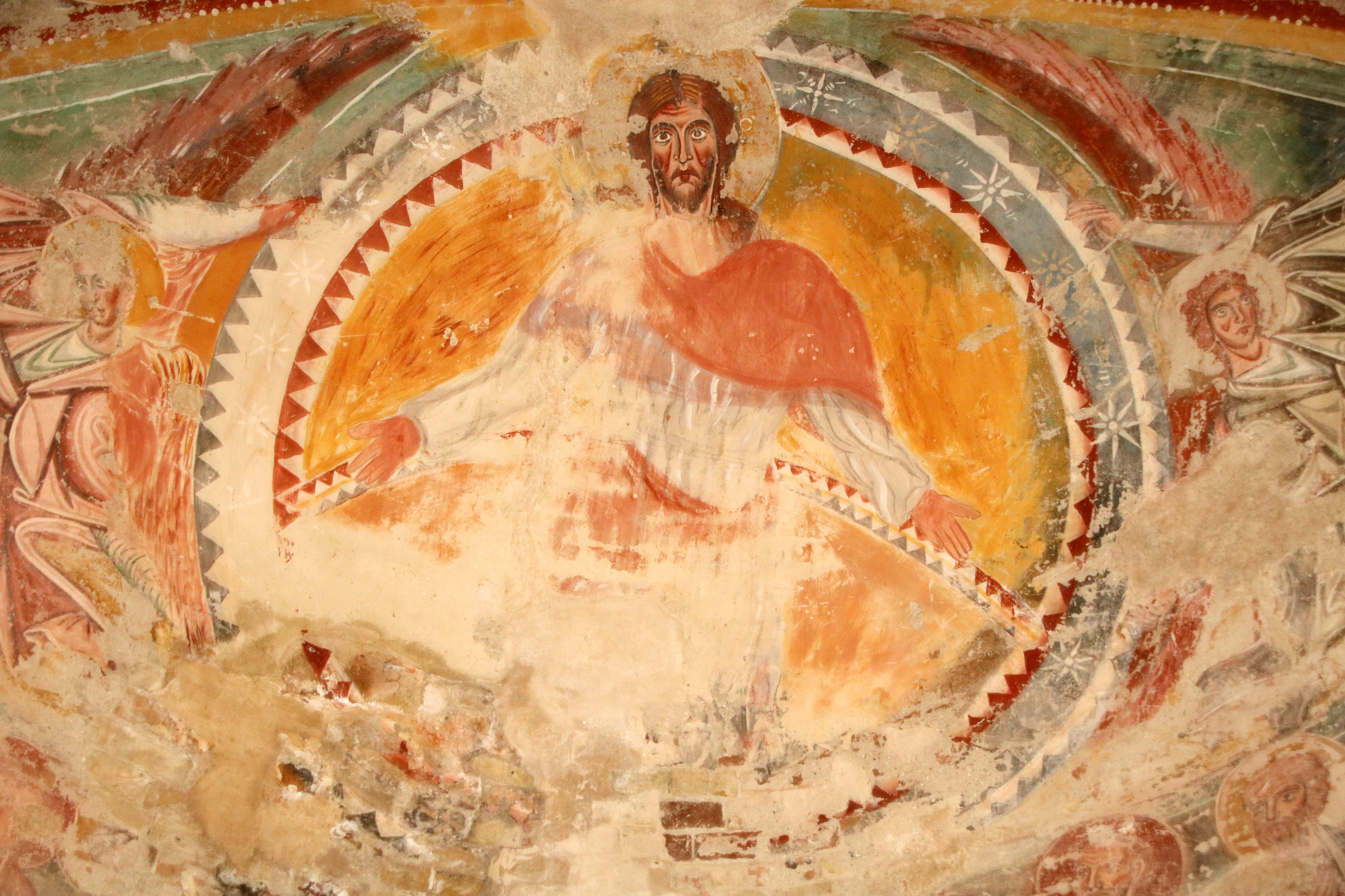
Affresco absidale col Cristo in maestà cogli angeli

Il portale a sesto acuto è probabilmente opera di Maestro Acuto, e poggia su due piedritti a bassorilievo con motivi vegetali in quello sinistro e animali in quello destro. L'architrave è riccamente scolpito sempre a bassorilievo con le rappresentazioni di otto personaggi: la Vergine seduta al centro attorniata dai Santi Giovanni Battista, Giovanni Evangelista, Pietro, Paolo, Nicola, Re David e un personaggio non identificato. Sono riconducibili alla struttura precedente i due resti di sculture mutile che rappresentavano due leoni. La lunetta accoglie un affresco raffigurante la Vergine che allatta il Bambino, realizzato nel XV secolo. Il rosone, anch'esso del Maestro Acuto, è composto da cornici concentriche decorate a rilievo, di cui quella interna richiama nei motivi il piedritto sinistro del portale. Al suo interno otto colonnine di uguale altezza ma con forma diversa poggiano su arcatelle a sesto pieno trilobate. Il campanile è diviso in settori delimitati da paraste verticali e da cornici ad archetti. La parte posteriore del tempio presenta tre absidi scandite da paraste angolari e con una caratteristica terminazione a semicono. Ciascuna di esse contiene un'apertura per l'illuminazione.
All'interno dell'edificio le navate sono suddivise da pilastri di forma circolare e rettangolare ad alternanza, che sostengono arcate a tutto sesto. Dalla scelta dei pilastri di forma circolare si avverte l'influenza lombarda, che è riscontrabile anche negli archetti pensili, nelle arcatelle cieche e nelle semicolonne sulla facciata. Numerose sono le opere artistiche di grande rilievo, come l'ambone di Maestro Acuto, il ciclo di affreschi nelle semicalotte absidali (realizzate tra la fine del XII e l'inizio del XIII secolo), l'affresco nella navata destra sulla vita di San Francesco e di San Bernardino da Siena e gli affreschi sparsi su colonne e pilastri. Nell'abside centrale vi è la figura del Redentore ai cui piedi sono gli Apostoli; in quella sinistra è l'Agnus Dei e la Vergine in trono con Bambino, circondata da Santi in preghiera, mentre in quella destra è presente l'Eterno Benedicente.